# Sparsentan
Le sparsentan est un médicament utilisé pour le traitement de la néphropathie à IgA. Il s'agit d'un antagoniste des récepteurs de l'endothéline et des récepteurs de l'angiotensine II. 
Le sparsentan est commercialisé par Travere Therapeutics.
Il a été approuvé aux États-Unis pour usage médical par la Food and Drug Administration en février 2023.

## Efficacité
Le sparsentan a montré dans l'essai PROTECT une réduction significative de la protéinurie à 36 semaines dans la néphropathie à IgA comparativement à l'irbésartan .
Dans la hyalinose segmentaire et focale, il permet une diminution de la protéinurie plus importante par rapport à l'irbesartan mais sans effet sur la fonction rénale.

## Effets secondaires
Des études animales ayant montré un risque de malformations fœtales, le sparsentan est contre-indiqué en cas de grossesse et nécessite l'utilisation d'une méthode contraceptive le temps du traitement. 
Il existe un risque d'hépatotoxicité.
L'hyperkaliémie, l'insuffisance rénale aiguë, l'hypotension et les œdèmes sont des effets secondaires du sparsentan.